# Копаїда
Озеро Копаїда, також пишеться Копаіс (дав.-гр. ωπαΐδα) — колишнє озеро в центрі Беотії, Греція, на захід від  Фів. Воно було осушено наприкінці XIX століття. Територія, де воно знаходилось, все ще відома як Копаїда. Колись існуючий острів в озері, де була збудована в давні часи мегалітична цитадель, тепер називається Гла, хоча її давня назва не відома. Це може бути місто  Арне, згадане Гомером.

## Осушення

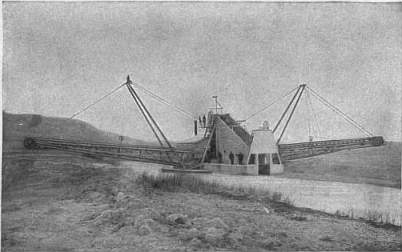
Земснаряд британської компанії Lake Copais у праці

Коли існувало озеро, на його берегах знаходилися міста Халіарта, Орхомен і Херонея. До річок, що живлять озеро, належали Кіфісос, Термесус і Трітон. Озеро було (і є) оточене родючими землями, але воно все більше зазіхало на навколишні землі через неадекватний дренаж. У відповідь на це, в 1867—1887 рр. шотландці і французькі інженери осущили землю для британської компанії Lake Copais, побудувавши канали для зливу води з озера до Кіфісоса і звідти до озера Ілікі. Загалом було осущено близько 200 км². Ця земля була повернена грецькому уряду в 1952 році.
Kopais Lake Agency було створено в 1957 році для нагляду за осушенням озера та будівництвом нової дороги. Завдання було завершено в тому ж році, але агентство з штатним персоналом 30 осіб (включаючи водія для президента агентства) все ще існувало до 2010 року.
Перед цим озеро злилося в море численними підземними каналами. Деякі з цих каналів були штучними, як записав географ I-го століття Страбон. Сучасні розкопки знайшли величезні канали, копані в XIV ст. до н. е. на північному сході; Страбон згадує про роботу, що була виконана на цих каналах інженером під іменем Кратес за часів Александра Македонського.

## Копаїда в стародавній літературі та міфології

Карта стародавньої Беотії.

Гомер та інші античні автори посилаються на Копаїду як на «Кефіське озеро», назване на честь річки Кефісс (Cephissus, тепер Кіфісос). Страбон, однак, стверджує, що поетичне вираження відноситься до меншого озера Гіліке (сучасного озера Ілікі), між Фівами і Анфедоном.
Існувала легенда, що озеро виникло, коли герой Геракл затопив цю місцевість, коли вирив річку Кіфісос, що вилилась в басейн. Полієн пояснює, що він зробив це тому, що воював з мінійцями Орхомена: вони були небезпечними бійцями на конях, а Геракл розкопав озеро, щоб збити їх з коней. Інша історія розказує про переповнення озера в міфічний час Огіга, що призвело до Огігського потопу.
Письменник-мандрівник Павсаній і драматург V-го століття до н. е. Арістофан повідомляють, що в давнину озеро Копаї було відоме своєю рибою, особливо вуграми.